# Врдничка кула
Врдничка кула (мађ. Rednak, Rednuk), као део некадашњег утврђеног града Врдника, се налази недалеко од Врдника,15km јужно од Новог Сада на Фрушкој гори. Први пут се у историјским изворима помиње 1315. године. Представља споменик културе од великог значаја.

## Изглед
Утврђени град Врдник се налази на 400 метара надморске висине, на јужним падинама Фрушке горе. Град је имао издужену полукружну основу са улазном капијом на источном делу бедема. Поред капије се налазила улазна кула, изнутра правоугаоне, а споља заобљене основе. На очуваном делу јужног зидног платна и данас се виде ојачања – контрафори. Утврђењем још увек доминира снажна бранич-кула, такође издужене полукружне основе. Откопавањима, која су пре Другог светског рата вршена испред улазне куле, откривени су зидови који су опасивали подграђе.
Данас је од града опстала само Донжон кула са нешто мало бедема и рушевином једне куле. Приликом истраживања самог локалитета, откривени су предмети из доба римске тетрархије и цара Проба (276—282) који је управљао делом Римског царства из Сирмијума, што указује да је првобитно утврђење на овом месту подигнуто још у његово доба као осматрачница или предстража самом Сирмијуму.
До сада нису вршена никаква истраживања (археолошка, архитектонска или историјска), тако да се не располаже прецизнијим подацима о изгледу и прошлости Врдника, али је направљена геодетска подлога утврђења.